# Spoorlijn Lunéville - Saint-Dié
De Spoorlijn Lunéville - Saint-Dié is een Franse spoorlijn van Lunéville naar Saint-Dié-des-Vosges. De lijn is 49,7 km lang en heeft als lijnnummer 067 000.

## Geschiedenis
De spoorlijn werd door de Chemins de fer de l'Est in gedeeltes geopend. Van Lunéville naar Raon-l'Étape op 17 mei 1864 en van Raon-l'Étape naar Saint-Dié op 15 november 1864.

## Treindiensten
De SNCF verzorgt het personenvervoer op dit traject met TGV en TER treinen.
| Serie      | Treinsoort | Route                                                                                    | Bijzonderheden                                   |
| ---------- | ---------- | ---------------------------------------------------------------------------------------- | ------------------------------------------------ |
| TGV 2500   | TGV (SNCF) | Paris Est – Meuse TGV – Nancy-Ville – Épinal – [ Remiremont ] / [ Saint-Dié-des-Vosges ] | Een trein naar Remiremont / Saint-Dié-des-Vosges |
| TER 834100 | TER (SNCF) | Nancy-Ville – Lunéville – Baccarat – Raon-l'Étape – Saint-Dié-des-Vosges                 |                                                  |

## Aansluitingen
In de volgende plaatsen is of was er een aansluiting op de volgende spoorlijnen:
Lunéville
RFN 070 000, spoorlijn tussen Noisy-le-Sec en Strasbourg-Ville
Baccarat
RFN 068 000, spoorlijn tussen Baccarat en Badonviller
Étival-Clairefontaine
lijn tussen Étival en Senones
Saint-Dié-des-Vosges
RFN 062 000, spoorlijn tussen Arches en Saint-Dié-des-Vosges
RFN 110 000, spoorlijn tussen Strasbourg-Ville en Saint-Dié-des-Vosges

## Elektrificatie
De lijn werd in 2006 geëlektrificeerd met een wisselspanning van 25.000 volt 50 Hz.

## Galerij

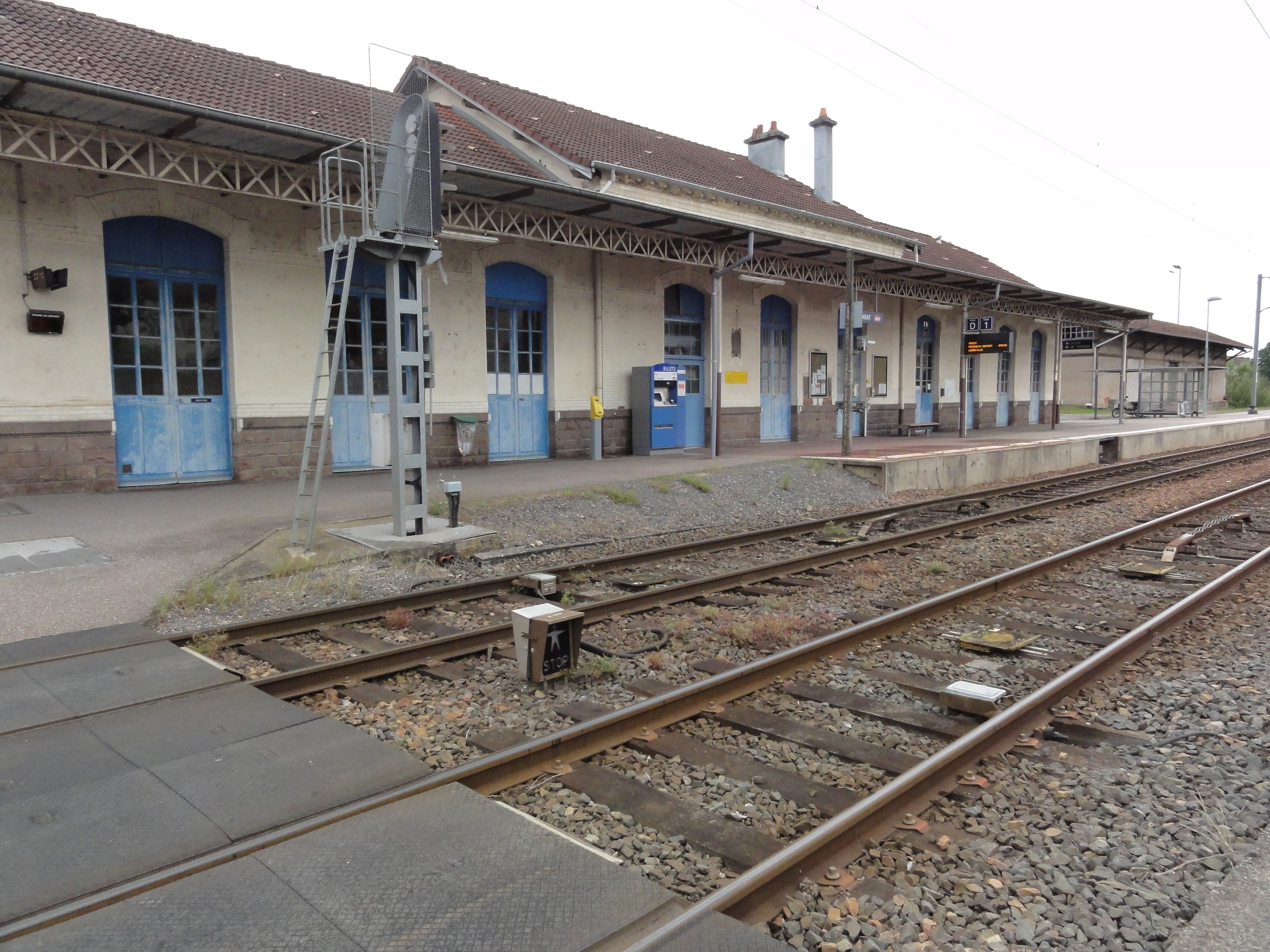
Station Baccarat
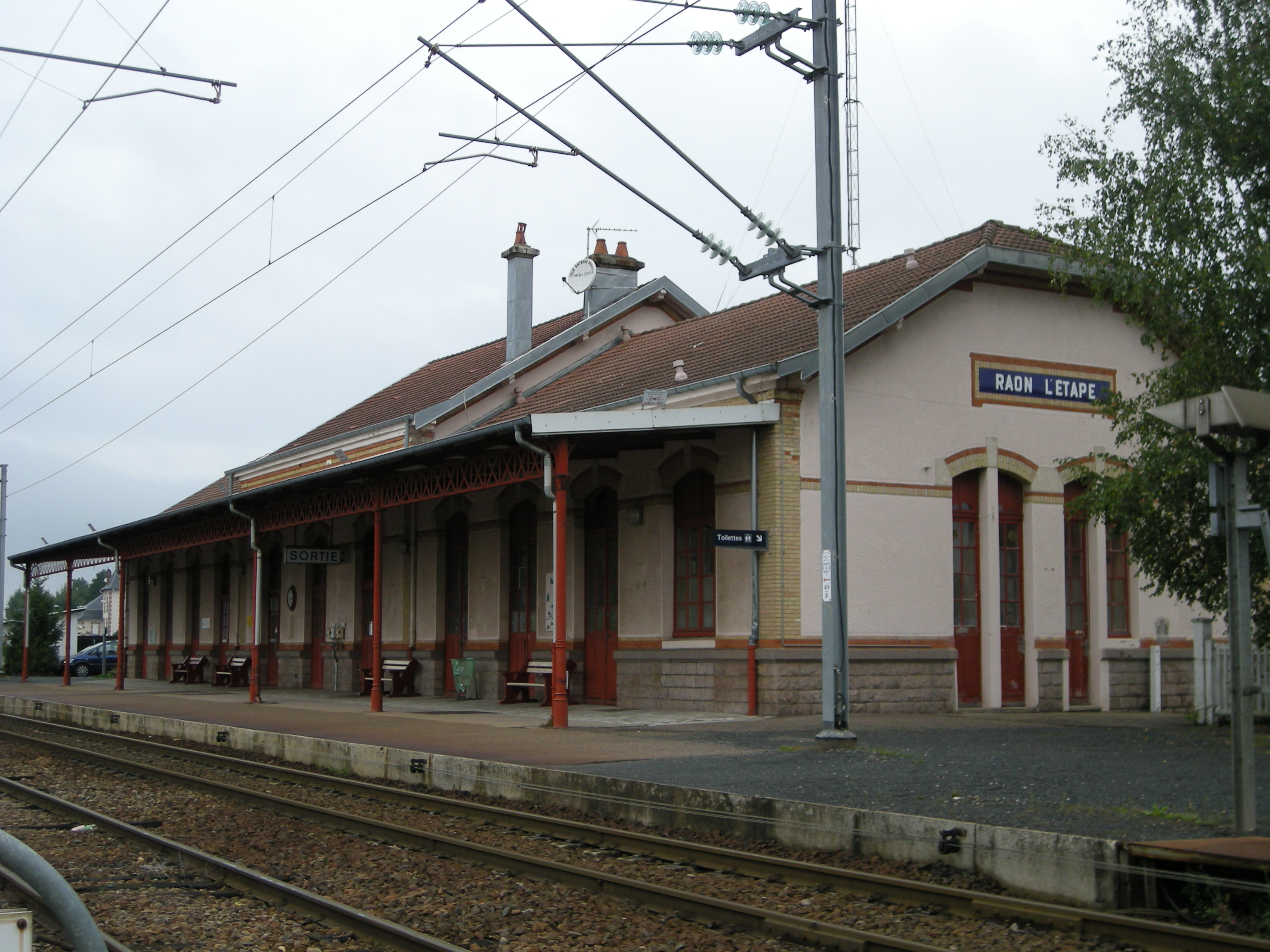
Station Raon-l'Étape
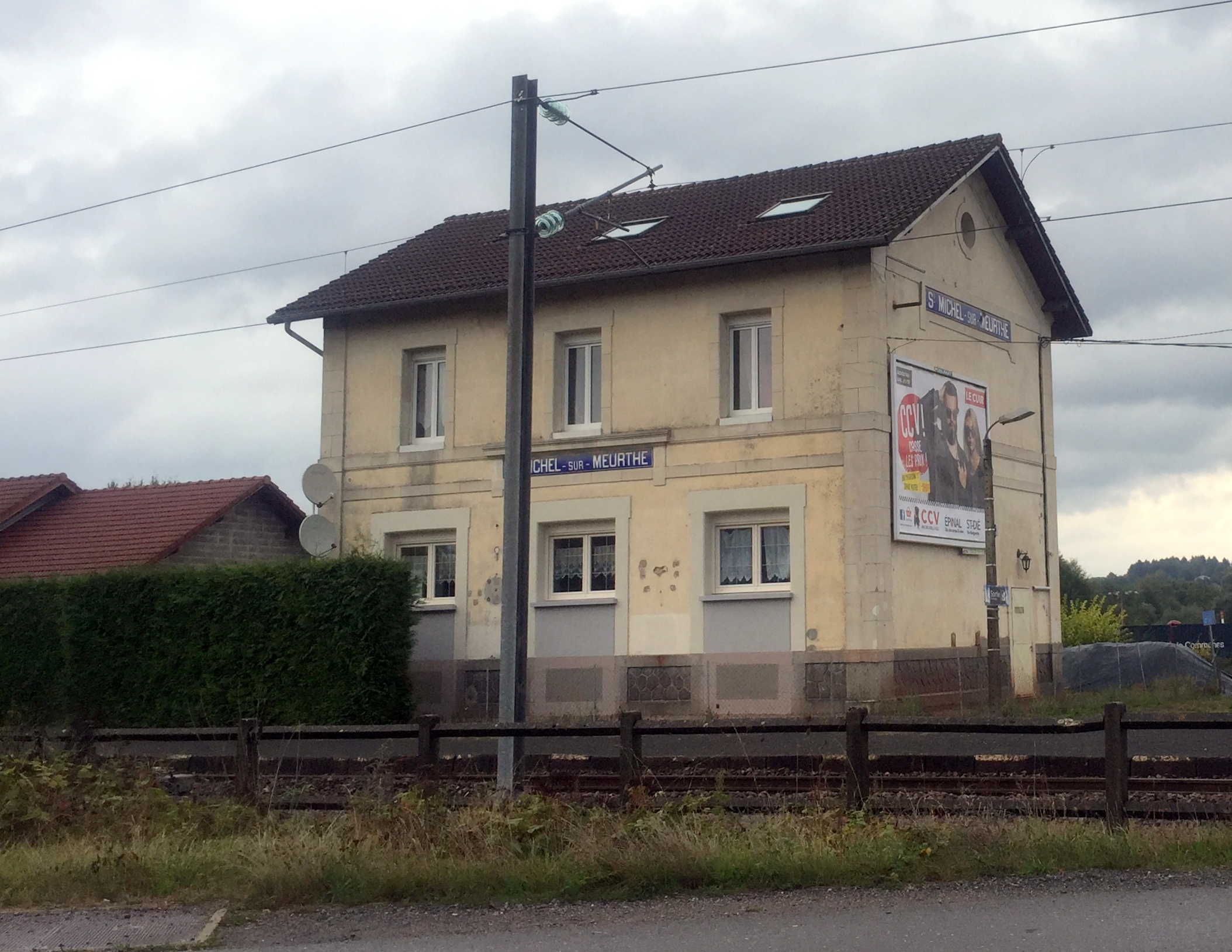
Station Saint-Michel-sur-Meurthe